# Carso Chardonnay
Il Carso Chardonnay è un vino DOC la cui produzione è consentita nelle province di Gorizia e Trieste.

## Caratteristiche organolettiche
- colore: paglierino
- odore: delicato, caratteristico
- sapore: asciutto, pieno, armonico

## Produzione
Provincia, stagione, volume in ettolitri
- Trieste  (1996/97)  65,57